# Senza gloria
Senza gloria (Friedemann Bach) è un film del 1941 diretto da Traugott Müller e Gustaf Gründgens e basato sulla vita del compositore tedesco Wilhelm Friedemann Bach.

## Produzione
Il film fu prodotto dalla Terra-Filmkunst.

## Distribuzione
Distribuito dalla Terra-Filmverleih, il film uscì nelle sale tedesche il 25 giugno 1941. Nello stesso anno, fu distribuito anche in Svezia (24 ottobre, con il titolo Musikens vagabond) e Ungheria (27 novembre, come Földöntúli muzsika. Il 25 febbraio 1942, uscì in Danimarca come Den store Mands Søn e, il 12 aprile, in Finlandia. In Italia, distribuito dall'Europa con il visto di censura 31611 del marzo/aprile 1942, prese il titolo Senza gloria. Nel 1950, ne venne fatta una riedizione distribuita nella Germania Ovest dalla Jugendfilm-Verleih. Nel 1953, la Casino Film Exchange distribuì il film negli Stati Uniti in versione originale senza sottotitoli.
L'UFA Video pubblicò nel 2005 il film in DVD.